# تپه سعیدآباد
تپه سعیدآباد مربوط به دوران‌های تاریخی پس از اسلام است و در شهرستان بوئین‌زهرا، روستای سعیدآباد واقع شده و این اثر در تاریخ ۱۶ آبان ۱۳۷۹ با شمارهٔ ثبت ۲۸۶۵ به‌عنوان یکی از آثار ملی ایران به ثبت رسیده است.